# حقوق الإنسان في الإسلام
الحق في اللغة هو الشيء الثابت دون ريب، وهو النصيب الواجب سواء كان للفرد أو للجماعة. ويعرف الحق بأنه ما قيم على العدالة والإنصاف والمبادئ والأخلاق. والحق في الشريعة الإسلامية لفظ يشير إلى الله وهو اسم من أسمائه الحسنى.
وفي تحليل علاقة الإسلام بمفهوم حقوق الإنسان، ينبغي أن نعلم أن الإسلام كعقيدة وردت في مصدرين شريفين وهما القرآن الكريم والسنة النبوية.
تقوم العقيدة الإسلامية على مبدأ وحدة الجنس البشري. وأن الاختلاف بين البشر سواء في الأرزاق أو مصادر الدخل أو الأعمار أو الألوان أو الأعراق إنما يهدف إلى إعمار الكون في إطار من التعايش والتعاون والتكامل، وتتضح هذه الحقائق بلا لبس أو شك عند إلقاء نظرة على بعض الآيات القرانية الكريمة.
- ﴿يَا أَيُّهَا النَّاسُ اتَّقُوا رَبَّكُمُ الَّذِي خَلَقَكُمْ مِنْ نَفْسٍ وَاحِدَةٍ وَخَلَقَ مِنْهَا زَوْجَهَا وَبَثَّ مِنْهُمَا رِجَالًا كَثِيرًا وَنِسَاءً وَاتَّقُوا اللَّهَ الَّذِي تَسَاءَلُونَ بِهِ وَالْأَرْحَامَ إِنَّ اللَّهَ كَانَ عَلَيْكُمْ رَقِيبًا ۝١﴾ [النساء:1]
- ﴿يَا أَيُّهَا النَّاسُ إِنَّا خَلَقْنَاكُمْ مِنْ ذَكَرٍ وَأُنْثَى وَجَعَلْنَاكُمْ شُعُوبًا وَقَبَائِلَ لِتَعَارَفُوا إِنَّ أَكْرَمَكُمْ عِنْدَ اللَّهِ أَتْقَاكُمْ إِنَّ اللَّهَ عَلِيمٌ خَبِيرٌ ۝١٣﴾ [الحجرات:13]
- ﴿وَمِنْ آيَاتِهِ خَلْقُ السَّمَاوَاتِ وَالْأَرْضِ وَاخْتِلَافُ أَلْسِنَتِكُمْ وَأَلْوَانِكُمْ إِنَّ فِي ذَلِكَ لَآيَاتٍ لِلْعَالِمِينَ ۝٢٢﴾ [الروم:22]

ويؤكد الإسلام على الحرية التامة للإنسان طبقا للعقيدة. ويتضح ذلك في قوله تعالى
﴿إِنَّ الَّذِينَ كَفَرُوا بِالذِّكْرِ لَمَّا جَاءَهُمْ وَإِنَّهُ لَكِتَابٌ عَزِيزٌ ۝٤١﴾ [فصلت:41]
ومن الواضح أن الأساس الفلسفي الذي قام عليه مفهوم حقوق الإنسان هو تكريم الإنسان بما يمكنه من القيام بدوره في المجتمع وتحقيق تقدم المجتمع من خلال تقدم ورقي الفرد. وهذا الأساس هو نفسه الذي أشار إليه الإسلام في مواضع عديدة. وبصفة عامه تحكم علاقة المسلم مجموعة من الأحكام الإسلامية.
فعن الزهري عن سالم عن أبيه أن رسول الله قال«المسلم أخو المسلم لا يظلمه ولا يسلمه. ومن كان في حاجه أخيه كان الله في حاجته ومن فرج عن مسلم كربه فرج الله عنه بها كربه من كرب يوم القيامة ومن ستر مسلما ستره الله يوم القيامة»
وعن أبي هريرة رضى الله عنه قال، قال رسول الله «إن الله عز وجل يقول يــوم القــيامة يا ابن أدم مرضت فلم تعدني. قال: يا رب كيف أعودك وأنت رب العالمين قال: أما علمت أن عبدي فلان مرض فلم تعده. أما علمت أنك لو عدته لوجدتني عنده؟. يا ابن أدم إستطعمتك فلم تطعمني. قال: يارب وكيف أطعمك وأنت رب العالمين؟ قال: أما علمت أنه إستطعمك عبدي فلان فلم تطعمه؟ أما علمت أنك لو أطعمته لوجدت ذلك عندي؟ يا ابن أدم أستسقيتك فلم تسقني. قال: يارب كيف أسقيك وأنت رب العالمين؟. قال: استسقاك عبدي فلان فلم تسقه.أما علمت أنك لو سقيته لوجدت ذلك عندي»
وتلك الأحاديث بينها رسول الله الكريم وكلها تقوم على مبدأ مراعاه الـرفق والسماحة وغيره من المباديء السامية التي حث عليها الإسلام.

## أهم الحقوق التي كفلها الإسلام للإنسان

### حق الحياة
كرّم الله سبحانه وتعالى الإنسان بأن خلقه في أحسن تقويم وجعل له مهمّة إعمار الأرض وخلافته فيها، وللإنسان في الإسلام الحقوق التي تضمن تكريم الإنسان وعدم إهانته، وتجعل من بقائه وحياته ضرورة وواجب على بقيّة البشر الحفاظ عليها، وحق الحياة في الإسلام هو أوّل الحقوق التي يتمتّع بها الإنسان وأهمّها، ولا يقتصر هذا الحق على الإنسان المسلم، بل يشمل كل البشر، ومن واجبات الدولة في الإسلام أن توفّر الحماية اللازمة وضمانات استمرار حياة كل مواطنيها من مأوى وأمن وعلاج للمرضى.
ومن أوّل المحظورات بالنسبة للتعدّي على حق الإنسان في الحياة ما ذكره الله تعالى في سورة الأنعام، فقال عز وجل: ﴿قُلْ تَعَالَوْا أَتْلُ مَا حَرَّمَ رَبُّكُمْ عَلَيْكُمْ أَلَّا تُشْرِكُوا بِهِ شَيْئًا وَبِالْوَالِدَيْنِ إِحْسَانًا وَلَا تَقْتُلُوا أَوْلَادَكُمْ مِنْ إِمْلَاقٍ نَحْنُ نَرْزُقُكُمْ وَإِيَّاهُمْ وَلَا تَقْرَبُوا الْفَوَاحِشَ مَا ظَهَرَ مِنْهَا وَمَا بَطَنَ وَلَا تَقْتُلُوا النَّفْسَ الَّتِي حَرَّمَ اللَّهُ إِلَّا بِالْحَقِّ ذَلِكُمْ وَصَّاكُمْ بِهِ لَعَلَّكُمْ تَعْقِلُونَ ۝١٥١﴾ [الأنعام:151]. ويشمل النهي قتل أي إنسان كان، أمّا الاستثناء فالحق هنا لا يعني أن يقوم الفرد بقتل الآخرين بنفسه، وإنّما تقوم الدّولة عن طريق القضاء بالحكم على الأشخاص وتنفيذ تلك الأحكام.
و قد فصل الله تعالى ذلك بأن حرّم على المسلمين الأفعال التي يمكن أن تؤدّي إلى انتهاك حق الحياة للآخرين، فحرّم حمل السلاح على المسلمين، وقد قال ﷺ : «من حمل علينا السلاح فليس منا». وقال: «سباب المسلم فسوق، وقتاله كفر». ومن دلائل التشديد على حق الإنسان في الحياة في الإسلام تحريم الانتحار، وعن أبي هريرة رضي الله عنه أن رسول الله ﷺ قال: «من تردّى من جبل فقتل نفسه فهو في نار جهنم يتردى فيها خالداً مخلداً فيها أبداً، ومن تحسى سماً فقتل نفسه فسمه في يده يتحساه في نار جهنم خالداً مخلداً فيها أبداً، ومن قتل نفسه بحديدة فحديدته في يده يجأ بها في بطنه في نار جهنم خالداً فيها أبداً».
و قتل الأجنّة يعتبر افتئاتاً على حقّهم في الحياة، وقد حرم الله تعالى قتل الأطفال والأجنة كتشديد على حق خلق الله في الحياة، يقول سبحانه في كتابه الكريم: ﴿وَلَا تَقْتُلُوا أَوْلَادَكُمْ خَشْيَةَ إِمْلَاقٍ نَحْنُ نَرْزُقُهُمْ وَإِيَّاكُمْ إِنَّ قَتْلَهُمْ كَانَ خِطْئًا كَبِيرًا ۝٣١﴾ [الإسراء:31] . ومن ذلك أن الله سبحانه وتعالى حلّل المحرمات صوناً لحياة الإنسان، فشرب الخمر بغرض العلاج أو أكل الميتة أو لحم الخنزير في حالات الشدّة وخوفاً من الموت لا يحاسب عليه الله سبحانه وتعالى، وذلك لأن الإنسان وحياته أهم عند الله.

### حق الكرامة
الحق الثاني حق الكرامة الإنسانية، الإنسان مكرم قال تعالى:
﴿وَلَقَدْ كَرَّمْنَا بَنِي آدَمَ وَحَمَلْنَاهُمْ فِي الْبَرِّ وَالْبَحْرِ وَرَزَقْنَاهُمْ مِنَ الطَّيِّبَاتِ وَفَضَّلْنَاهُمْ عَلَى كَثِيرٍ مِمَّنْ خَلَقْنَا تَفْضِيلًا ۝٧٠﴾ [الإسراء:70]
الإنسان يحيا بالطعام والشراب وتحيا نفسه بالتكريم، أما الإذلال والقهر والإهانة فهذا محرم، والنبي ﷺ نهى عن ضرب الوجه لأنه موضع كرامة الإنسان، والشيء الثابت في علم النفس أن الإنسان يأكل ويشرب حفاظاً على حياة الفرد ويتزوج حفاظاً على النوع ويؤكد ذاته حفاظاً على الذكر، فالإنسان عنده حاجة أساسية جداً بعد أن يأكل ويشرب، ويقضي حاجاته الأخرى، هو بحاجة إلى أن يكون ذا شأن في المجتمع، حق الكرامة، وقد يأتي هذا الشأن من إتقان عمله، قد يأتي هذا الشأن من إيمانه، من طلبه للعلم، ومن تعليمه العلم، من أعماله الصالحة، وقد يأتي هذا الشأن من إيذاء الناس، شر الناس من اتقاه الناس مخافة شره، فهو لجهله يبحث عن تأكيد ذاته بطريق قذر، الذي يؤذي الناس ويشعرهم أنه مخيف، وأنه بإمكانه أن يزعجهم هذا إنسان يؤكد ذاته بطريق شيطاني، أما المؤمن يؤكد ذاته عن طريق معرفة الله ومعرفة منهجه والعمل بطاعته، وخدمة خلقه، وطلب العلم، وتعليم العلم، هناك آلاف الأبواب ترقى بها وتؤكد ذاتك وتحقق الهدف الأساسي من وجودك.

### حق الحرية
يتبيَّن لنا في اختيار سيدنا أبي بكر الصديق خليفةً للمسلمين وبيعته البيعة الخاصة والبيعة العامة أنَّ الإنسان المسلم له حقُّ الاختيار في السلطة التي تَحكمه، فحرية الإنسان في اختيار الحاكم أو السُّلطة التي تحكمه لم يرد فيه نص من القرآن والسنة النبوية الصحيحة، ولكنَّه ترك لاجتهاد المسلمين.
ولكن هناك نوعٌ آخر من الحرية التي يتمتَّع بها الفرد المسلم وردت في آيات عديدة من القرآن الكريم، ويُطلق عليها الحرية الفردية، ويطلقون عليها 
يقول المولى عزَّ وجلَّ في كتابه الكريم: ﴿مَنْ عَمِلَ صَالِحًا فَلِنَفْسِهِ وَمَنْ أَسَاءَ فَعَلَيْهَا وَمَا رَبُّكَ بِظَلَّامٍ لِلْعَبِيدِ ۝٤٦﴾ [فصلت:46] .
﴿وَإِنْ مَا نُرِيَنَّكَ بَعْضَ الَّذِي نَعِدُهُمْ أَوْ نَتَوَفَّيَنَّكَ فَإِنَّمَا عَلَيْكَ الْبَلَاغُ وَعَلَيْنَا الْحِسَابُ ۝٤٠﴾ [الرعد:40] ﴿إِنْ نَشَأْ نُنَزِّلْ عَلَيْهِمْ مِنَ السَّمَاءِ آيَةً فَظَلَّتْ أَعْنَاقُهُمْ لَهَا خَاضِعِينَ ۝٤﴾ [الشعراء:4] ﴿وَهَدَيْنَاهُ النَّجْدَيْنِ ۝١٠﴾ [البلد:10] .
وغيرها من الآيات القرآنية التي تبين هذا النَّوع من الحرية التي أفاءها الله سبحانه وتعالى على عباده، فهي منحة إلهيَّة للإنسان، وفطرة فطره الله عليها، وهذا النَّوع من الحرية «الحرية الشخصيَّة أو الفردية» لما له من أهميَّة، فقد نصت كثير من الآيات القرآنية عليه، فكأن هناك نوعين من الحرية في نظام الشورى الإسلامي:
النوع الأول: هو حق الإنسان في التمتع بحريته الشخصية، وهو حقٌّ طبيعي يُعدُّ هبة إلهية، أو منحة إلهية، فالإنسان حر، وعلى أساس هذه الحرية سوف يُحاسب يوم القيامة.
النوع الآخر من الحرية: هو حق الإنسان في اختيار السلطة التي تحكمه.

### حق التعليم
يتجلى حق الإنسان في التعليم من خلال نقاط كثيرة، منها:
- الترغيب في التعليم

قال تعالى: ﴿وَمَا كَانَ الْمُؤْمِنُونَ لِيَنْفِرُوا كَافَّةً فَلَوْلَا نَفَرَ مِنْ كُلِّ فِرْقَةٍ مِنْهُمْ طَائِفَةٌ لِيَتَفَقَّهُوا فِي الدِّينِ وَلِيُنْذِرُوا قَوْمَهُمْ إِذَا رَجَعُوا إِلَيْهِمْ لَعَلَّهُمْ يَحْذَرُونَ ۝١٢٢﴾ [التوبة:122] .
- تخصيص أوقات للمتعلمين

عن أبي وائل قال: كان عبد الله يذكر الناس في كل خميس، فقال له رجل: يا أبا عبد الرحمن، لوددت أنك ذكرتنا كل يوم، قال: أما إنه يمنعني من ذلك أني أكره أن أملكم، وإني أتخولكم بالموعظة كما كان النبي صلى الله عليه وسلم يتخولنا بها مخافة السآمة علينا.
- تحريم كتمان العلم

قال تعالى: ﴿إِنَّ الَّذِينَ يَكْتُمُونَ مَا أَنْزَلْنَا مِنَ الْبَيِّنَاتِ وَالْهُدَى مِنْ بَعْدِ مَا بَيَّنَّاهُ لِلنَّاسِ فِي الْكِتَابِ أُولَئِكَ يَلْعَنُهُمُ اللَّهُ وَيَلْعَنُهُمُ اللَّاعِنُونَ ۝١٥٩﴾ [البقرة:159] .

### حق التملك والتصرف
أعطى الإسلام للفرد حقَّ التملك في حيازة الأشياء، والانتفاع بها على وجه الاختصاص والتعيين؛ لأن ذلك من مقتضيات الفطرة ومن خصائص الحرية، بل من خصائص الإنسانية، وأيضًا لأن ذلك أقوى دافع لزيادة الإنتاج وتحسينه، وجَعَل الإسلام هذا الحقَّ قاعدة أساسية للاقتصاد الإسلامي، ثم رتَّبَ عليه نتائجه الطبيعية، في حفظه لصاحبه، وصيانته له عن النهب والسرقة والاختلاس، ونحوه، ووَضَعَ عقوبات رادعة لمن اعتدى عليه؛ ضمانًا لهذا الحقِّ، ودَفْعًا لمَّا يُهدِّد الفرد في حقِّه المشروع، كما أن الإسلام رتَّبَ على هذا الحقِّ أيضًا نتائجه الأخرى وهي: حُرِّيَّة التصرُّف فيه بالبيع، والشراء، والإجارة، والرهن، والهبة، والوصية، وغيرها من أنواع التعاملات المباحة.
غير أن الإسلام لم يترك التملُّك الفردي مطلقًا من غير قيد، ولكنه وضع له قيودًا كي لا يصطدم بحقوق الآخرين؛ كمنع الربا، والغش، والرشوة، والاحتكار، ونحو ذلك ممَّا يصطدم ويُضَيِّع مصلحة الجماعة، وهذه الحرية لا فرق فيها بين الرجل والمرأة؛ مصداقًا لقول الله : ﴿وَلَا تَتَمَنَّوْا مَا فَضَّلَ اللَّهُ بِهِ بَعْضَكُمْ عَلَى بَعْضٍ لِلرِّجَالِ نَصِيبٌ مِمَّا اكْتَسَبُوا وَلِلنِّسَاءِ نَصِيبٌ مِمَّا اكْتَسَبْنَ وَاسْأَلُوا اللَّهَ مِنْ فَضْلِهِ إِنَّ اللَّهَ كَانَ بِكُلِّ شَيْءٍ عَلِيمًا ۝٣٢﴾ [النساء:32] .
ومن هذه القيود كذلك: مداومة الشخص على استثمار المال؛ لأن في تعطيله إضرارًا بصاحبه، وبنماء ثروة المجتمع وأيضًا أداء الزكاة على هذا المال إذا بلغ النصاب وحال عليه الحول؛ لأن الزكاة حق المال.
الملكية الجماعية في الإسلام
ثم كان التملُّك الجماعي في الإسلام، وهو الذي يستحوذ عليه المجتمع البشري الكبير، أو بعض جماعاته، ويكون الانتفاع بآثاره لكل أفراده، ولا يكون انتفاع الفرد به إلاَّ لكونه عضوًا في الجماعة، دون أن يكون له اختصاص مُعَيَّنٌ بجزء منه؛ ومثاله: المساجد، والمستشفيات العامَّة، والطرق، والأنهار، والبحار، ونحو ذلك، ويكون ملكًا عامًّا يُصْرَفُ في المصالح العامَّة، وليس لحاكم أو من ينوب عنه أن يتحكَّم فيه، ولكن يقع عليهم مسئولية إدارته، وتوجيهه التوجيه الصحيح، اللذان يُحَقِّقُان مصالح المجتمع المسلم.
مظاهر الملكية الفردية
هذا، وقد حَدَّد الإسلام طرقًا ووسائل لاكتساب الملكية وحَرَّمَ ما سواها، فجعل لوسائل الملكية الفردية مظهران: المظهر الأول: الأموال المملوكة، أي المسبوقة بملك، وهذه الأموال لا تخرج من ملك صاحبها إلى غيره إلاَّ بسببٍ شرعي؛ كالوراثة، أو الوصية، أو الشفعة، أو العقد، أو الهبة، أو نحوها. المظهر الثاني: الأموال المباحة، أي غير المسبوقة بملك شخص مُعَيَّنٍ، وهذه الأموال لا يتحقَّقُ للفرد تملُّكُهَا إلاَّ بِفِعْلٍ يُؤَدِّي إلى التملُّك ووضع اليد، كإحياء موات الأرض والصيد، واستخراج ما في الأرض من معادن، أو إقطاع ولي الأمر جزءًا منها لشخص مُعَيَّنٍ.
مظاهر الملكية الجماعية
أمَّا مظاهر وسائل الملكية الجماعية في الإسلام فهي كثيرة، ومن أهمها:
- المظهر الأول

الموارد الطبيعية العامَّة، وهي التي يتناولها جميع الناس في الدولة دون جهد أو عمل؛ كالماء، والكلأ، والنار، وملحقاتها.
- المظهر الثاني

الموارد المحمية، أي التي تحميها الدولة لمنفعة المسلمين أو الناس كافَّة؛ مثل: المقابر، والدوائر الحكومية، والأوقاف، والزكوات، ونحوها.
- المظهر الثالث

الموارد التي لم تقع عليها يد أَحَدٍ، أو وقعت عليها ثم أهملتها مُدَّةً طويلة، كأرض الموات .
وفي سبيل حفظ الملكية فقد أمر الله بحراسة الأموال، كما حافظت الشريعة الإسلامية على حرية التملُّك بما شرع الله من الحدود؛ كقطع يد السارق، وغير ذلك.
التملك غير المشروع
وهذا التملُّك ينبغي أن يكون من الحلال الطيِّب، ولا يكون على حساب الآخرين؛ فلا يُخْدَع الأيتام وتُؤْخَذ أموالهم، ولا يُسْتَغَلُّ فَقْرُ الفقير، وحاجة المحتاج فتُؤْكَل أموالهم بالربا، ولا القمار الذي يُسَبِّبُ العداوة بين المجتمع، والتفكُّك بين أفراده، كما قال الله تعالى:﴿يَا أَيُّهَا الَّذِينَ آمَنُوا لَا تَأْكُلُوا أَمْوَالَكُمْ بَيْنَكُمْ بِالْبَاطِلِ إِلَّا أَنْ تَكُونَ تِجَارَةً عَنْ تَرَاضٍ مِنْكُمْ وَلَا تَقْتُلُوا أَنْفُسَكُمْ إِنَّ اللَّهَ كَانَ بِكُمْ رَحِيمًا ۝٢٩﴾ [النساء:29] .
وإذا جاءت الملكية من طريق أو وجه غير شرعي فإن الإسلام لا يعترف بها ولا يحميها، بل يأمر بنزعها من يد حائزها وردِّها إلى مالكها الأصلي؛ كالمال المسروق أو المغصوب، فإن لم يكن له مالكٌ وُضِعَ في بيت المال.
كما حدَّد الإسلام سُبُلَ المال ونماءَه بالقيود والتصرُّفات المشروعة، ولم يعترف بالنماء الناتج عن سبيل باطل حرام؛ كالنماء الناتج عن بيع الربا، أو بيع الخمور والمخدرات، أو فتح نوادٍ للقمار، كما أوجب في حقِّ الملكية قدرًا مُعَيَّنًا لمصلحة الجماعة، يَتَمَثَّل في الزكاة والنفقات الشرعية، وعدم جواز الوصية بأكثر من الثُّلُثِ؛ حفظًا لحقِّ الوارثين في الثلثين.
وكذلك قيَّده بالاعتدال في الإنفاق دون إسراف أو تقتير، قال تعالى: ﴿وَالَّذِينَ إِذَا أَنْفَقُوا لَمْ يُسْرِفُوا وَلَمْ يَقْتُرُوا وَكَانَ بَيْنَ ذَلِكَ قَوَامًا ۝٦٧﴾ [الفرقان:67] ، كما قيَّده أيضًا بتحريم الإنفاق فيما حَرَّمَتْهُ الشريعة الإسلامية، وقيَّده بجواز نزعه عند الضرورة للمصلحة العامَّة مع تعويض صاحب المِلْكِ التعويضَ العادلَ، كنزع المِلْكِ لتوسعة الطريق العامِّ.
التملك لغير المسلم
هذا، وقد تمتع الأفراد في الدولة الإسلامية بهذا النظام الفريد القويم مسلمين كانوا أو غير مسلمين حتى استطاعوا أن يتملكوا الأموال الكثيرة، وحتى كان بختيشوع بن جبرائيل النصراني طبيب المتوكل الخليفة العباسي العاشر وصاحب الحظوة لديه على سبيل المثال يضاهي الخليفة في اللباس وحُسن الحال، وكثرة المال، وفي الوقت ذاته ينعم هؤلاء الأفراد بما تفيض به الملكية العامة وما تُوَفِّره لهم.
هذه هي حُرِّيَّة التملُّك في الإسلام؛ فهي حقٌّ مكفول للجميع، ولكن بشرط ألا يَضُرَّ هذا الحق بالصالح العامِّ، ولا بالمصلحة الفردية أو الشخصية للآخرين.

### حق العمل
عظم الإسلام من شأن العمل فعلى قدر عمل الإنسان يكون جزاؤه، فقال الله تعالى ﴿مَنْ عَمِلَ صَالِحًا مِنْ ذَكَرٍ أَوْ أُنْثَى وَهُوَ مُؤْمِنٌ فَلَنُحْيِيَنَّهُ حَيَاةً طَيِّبَةً وَلَنَجْزِيَنَّهُمْ أَجْرَهُمْ بِأَحْسَنِ مَا كَانُوا يَعْمَلُونَ ۝٩٧﴾ [النحل:97]، فالأنبياء الذين هم أفضل خلق الله قد عملوا فقد عمل آدم بالزراعة، ونوح بالنجارة، وموسى بالرعي، وداوود بالحدادة، ومحمد ﷺ برعي الغنم والتجارة، فلا يجوز للمسلم ترك العمل باسم التفرغ للعبادة أو التوكل على الله، ولو عمل في أقل الأعمال فهو خير من أن يسأل الناس منعوه أو أعطوه فقال النبى ﷺ (لأن يأخذ أحدكم حبله، ثم يغدو إلى الجبل فيحتطب، فيبيع فيأكل ويتصدق، خير له من أن يسأل الناس) ولا يحث الرسول ﷺ على مجرد العمل ولكن على تجويده واتقانه فيقول ﷺ: (ان الله تعالى يحب أحدكم إذا عَمِلَ عملاً أن يتقنه).

### أهم الحقوق الأساسية للعمال
- حق العمل

```
من واجب الدولة أن تهيّئ لكل قادر على العمل عملا يلائمه ويكتسب منه ما يكفيه ويكفي أسرته، وأن تيسر له من التعليم والتدريب ما يؤهله لهذا العمل، حتى يؤدى بذلك للعامل حقه في تأمين نفقاته العائلية .
```

- الحق في الأجر العادل

هو دفع الأجر المناسب له، وعلى قدر العمل بحيث يكفل له ولأسرته عيشة لائقة بكرامة الإنسان، فلا يجوز لصاحب العمل أن يبخسه حقه، ويغبنه في تقدير أجره الذي يستحقه نظير عمله، قال الله تعالى: ﴿وَيَا قَوْمِ أَوْفُوا الْمِكْيَالَ وَالْمِيزَانَ بِالْقِسْطِ وَلَا تَبْخَسُوا النَّاسَ أَشْيَاءَهُمْ وَلَا تَعْثَوْا فِي الْأَرْضِ مُفْسِدِينَ ۝٨٥﴾ [هود:85] . وعن أبي هريرة رضي الله عنه قال: قال رسول الله صلى الله عليه وسلم (ثلاثة أنا خصمهم يوم القيامة رجل أعطى بي ثم غدر ورجل باع حرا فأكل ثمنه ورجل استأجر أجيرا فاستوفى منه ولم يعطه أجره) رواه البخاري وفي حالة الظلم فللعامل الحق في الشكوى وحق التقاضي لاستيفاء حقه.
- حق الراحة

للعامل الحق في الراحة، فلا يجوز لصاحب العمل إرهاقه إرهاقا يضرّ بصحته أو يجعله عاجزا عن العمل، قال الله تعالى: ﴿لَا يُكَلِّفُ اللَّهُ نَفْسًا إِلَّا وُسْعَهَا لَهَا مَا كَسَبَتْ وَعَلَيْهَا مَا اكْتَسَبَتْ رَبَّنَا لَا تُؤَاخِذْنَا إِنْ نَسِينَا أَوْ أَخْطَأْنَا رَبَّنَا وَلَا تَحْمِلْ عَلَيْنَا إِصْرًا كَمَا حَمَلْتَهُ عَلَى الَّذِينَ مِنْ قَبْلِنَا رَبَّنَا وَلَا تُحَمِّلْنَا مَا لَا طَاقَةَ لَنَا بِهِ وَاعْفُ عَنَّا وَاغْفِرْ لَنَا وَارْحَمْنَا أَنْتَ مَوْلَانَا فَانْصُرْنَا عَلَى الْقَوْمِ الْكَافِرِينَ ۝٢٨٦﴾ [البقرة:286] وقال شعيب لموسى عليه السلام حين أراد أن يعمل له في ماله : ﴿قَالَ إِنِّي أُرِيدُ أَنْ أُنْكِحَكَ إِحْدَى ابْنَتَيَّ هَاتَيْنِ عَلَى أَنْ تَأْجُرَنِي ثَمَانِيَ حِجَجٍ فَإِنْ أَتْمَمْتَ عَشْرًا فَمِنْ عِنْدِكَ وَمَا أُرِيدُ أَنْ أَشُقَّ عَلَيْكَ سَتَجِدُنِي إِنْ شَاءَ اللَّهُ مِنَ الصَّالِحِينَ ۝٢٧﴾ [القصص:27] ويقول ﷺ (ولا تكلفوهم ما لا يطيقون) رواه النسائي ومحمد بن ماجه، ويقول ﷺ : (إن لنفسك عليك حقا وإن لجسدك عليك حقا وإن لزوجك عليك حقا)، وهذا يعطي العامل حقا في الراحة وأداء العبادة والقيام بحق الزوجة والأولاد.
- حق الضمان

لقد ضمنت قوانين التكافل الاجتماعي في الإسلام المواطن عند عجزه أو مرضه نصيبا من بيت مال المسلمين يكفيه، كما ضمن الإسلام للعامل حق رعاية أسرته بعد وفاته، ففي صحيح البخاري عن أبي هريرة رضي الله عنه قال: ما من مؤمن إلا وأنا أولى به في الدنيا والآخرة ، اقرؤوا إن شِئْتُم : { النبي أولى بالمؤمنين من أنفسهم } .

### واجبات العامل
- العلم بواجبات ومتطلبات العمل وذلك حتى لا يخالفها أو يقصّر في أدائها.
- الشعور بالمسؤولية تجاه العمل فلا يهمل عمله ولا يقصر ولا يغش فمن طرق الكسب الحلال كما يذكر العلماء تجارة مشروعة بصدق أوعمل مشروع بإتقان أو عطية مشروعة بحق.
- الأمانة والإخلاص الغش خيانة ليست من صفات المؤمنين، يقول النبي ﷺ : (من غشّ فليس منا) روه مسلم، وأخذ الرشوة، وتضييع الأوقات كل ذلك خيانة، قال الله تعالى: ﴿يَا أَيُّهَا الَّذِينَ آمَنُوا لَا تَخُونُوا اللَّهَ وَالرَّسُولَ وَتَخُونُوا أَمَانَاتِكُمْ وَأَنْتُمْ تَعْلَمُونَ ۝٢٧ وَاعْلَمُوا أَنَّمَا أَمْوَالُكُمْ وَأَوْلَادُكُمْ فِتْنَةٌ وَأَنَّ اللَّهَ عِنْدَهُ أَجْرٌ عَظِيمٌ ۝٢٨ يَا أَيُّهَا الَّذِينَ آمَنُوا إِنْ تَتَّقُوا اللَّهَ يَجْعَلْ لَكُمْ فُرْقَانًا وَيُكَفِّرْ عَنْكُمْ سَيِّئَاتِكُمْ وَيَغْفِرْ لَكُمْ وَاللَّهُ ذُو الْفَضْلِ الْعَظِيمِ ۝٢٩﴾ [الأنفال:27–29] .
- الإتقان والإجادة لقول النبي ﷺ : (إن الله يحب إذا عمل أحدكم عملا أن يتقنه) رواه الترمذي وصححه الألباني.
- الطاعة فيجب على العامل أن يطيع رؤساءه في العمل في غير معصية، وأن يلتزم بقوانين العمل .
- التعفّف من استغلال الوظيفة أو النفوذ للنفع الشخصي أو لنفع الغير قال الرسول ﷺ : (من استعملناه على عمل ، فرزقناه رزقا فما أخذه بعد ذلك فهو غلول) رواه أبو داود وصححه الترمذي.[5]

## خصائص ومميزات حقوق الإنسان في الإسلام

### حقوق الإنسان في الإسلام تنبثق من العقيدة الإسلامية
إن حقوق الإنسان في الإسلام تنبع أصلاً من العقيدة، وخاصة من عقيدة التوحيد، ومبدأ التوحيد القائم على شهادة أن لا إله إلا الله هو منطلق كل الحقوق والحريات، لأن الله تعالى الواحد الأحد الفرد الصمد خلق الناس أحراراً، ويريدهم أن يكونوا أحراراً، ويأمرهم بالمحافظة على الحقوق التي شرعها والحرص على الالتزام بها، ثم كلفهم شرعاً بالجهاد في سبيلها والدفاع عنها، ومنع الاعتداء عليها وهذا ما تكرر في القرآن الكريم في آيات القتال والجهاد.
فحقوق الإنسان في الإسلام تنبع من التكريم الإلهي للإنسان بالنصوص الصريحة، وهو جزء من التصور الإسلامي والعبودية لله تعالى وفطرة الإنسان التي فطره الله عليها.

### حقوق الإنسان في الإسلام منح إلهية
إن حقوق الإنسان في الإسلام منح إلهية منحها الله لخلقه، فهي ليست منحة من مخلوق لمخلوق مثله، يمن بها عليه ويسلبها منه متى شاء، بل هي حقوق قررها الله للإنسان.

### حقوق الإنسان في الإسلام شاملة لكل أنواع الحقوق
من خصائص ومميزات الحقوق في الإسلام أنها حقوق شاملة لكل أنواع الحقوق، سواء الحقوق السياسية أو الاقتصادية أو الاجتماعية أو الثقافية كما أن هذه الحقوق عامة لكل الأفراد الخاضعين للنظام الإسلامي دون تمييز بينهم في تلك الحقوق بسبب اللون أو الجنس أو اللغة.

### حقوق الإنسان في الإسلام ثابتة ولا تقبل الإلغاء أو التبديل أو التعطيل
من خصائص حقوق الإنسان في الإسلام أنها كاملة وغير قابلة للإلغاء؛ لأنها جزء من الشريعة الإسلامية ، إن وثائق البشر قابلة للتعديل غير متأبية على الإلغاء مهما جرى تحصينها بالنصوص، والجمود الذي فرضوه على الدساتير لم يحمها من التعديل بالأغلبية الخاصة، وقضى الله أن يكون دينه خاتم الأديان وأن يكون رسول الله ﷺ خاتم النبيين، ومن ثم فما جاء في كتاب الله وسنة رسوله ﷺ فهو باق ما دامت السماوات والأرض.

### حقوق الإنسان في الإسلام ليست مطلقة بل مقيدة بعدم التعارض مع مقاصد الشريعة الإسلامية
ومن خصائص حقوق الإنسان في الإسلام أنها ليست مطلقة، بل مقيدة بعدم التعارض مع مقاصد الشريعة الإسلامية، وبالتالي بعدم الإضرار بمصالح الجماعة التي يعتبر الإنسان فرداً من أفرادها.

## المساواة بين الرجل والمرأة
ويؤكد الإسلام أيضا على مبدأ المساواة بين الرجل والمرأة. الإسلام جعل القاعدة الأساسية هي المساواة مع الاستثناء المحدود وهو وجود فوارق لصالح الرجل وأحيانا المرأة وفقا لاختلاف الطبيعة الجسدية والظروف الاجتماعية ومسؤولية كل منهما في الأسرة. ففكرة القوامة على سبيل المثال الواردة في قوله تعالى ﴿الرجال قوامون على النساء﴾ [النساء:34]
لا تعني تمييزا لصالح الرجال وإنما قصد الرحمن في تلك الآية الكريمة مسؤلية الإنفاق. فمسؤولية الأسرة في الأساس قائمة على مبدأ الشورى، ولكن في حالة الاختلاف في الرأي فيكون الرأي السائد هو رأي الرجل لأنه المنفق والقائم على حاجة الأسرة.

## حقوق الوالدين
الوالدين من حيث وضعهما الاجتماعي لهما المركز الأول والأرقى، فقد قرنهما الله سبحانه وتعالى بين عبادته وعدم الإشراك به وبين الإحسان بهما فقال
﴿وَاعْبُدُوا اللَّهَ وَلَا تُشْرِكُوا بِهِ شَيْئًا ۖ وَبِالْوَالِدَيْنِ إِحْسَانًا﴾ [النساء:36]
وبين الله سبحانه وتعالى أيضا منهج التعامل معهم في قوله
﴿وَقَضَى رَبُّكَ أَلَّا تَعْبُدُوا إِلَّا إِيَّاهُ وَبِالْوَالِدَيْنِ إِحْسَانًا إِمَّا يَبْلُغَنَّ عِنْدَكَ الْكِبَرَ أَحَدُهُمَا أَوْ كِلَاهُمَا فَلَا تَقُلْ لَهُمَا أُفٍّ وَلَا تَنْهَرْهُمَا وَقُلْ لَهُمَا قَوْلًا كَرِيمًا ۝٢٣﴾ [الإسراء:23]
وفي آيات أخري يقرن شكر العبد بربه وشكر العبد لوالديه وأي رفع شأن أعظم من ذلك، قال تعالى 
﴿وَوَصَّيْنَا الْإِنْسَانَ بِوَالِدَيْهِ حَمَلَتْهُ أُمُّهُ وَهْنًا عَلَى وَهْنٍ وَفِصَالُهُ فِي عَامَيْنِ أَنِ اشْكُرْ لِي وَلِوَالِدَيْكَ إِلَيَّ الْمَصِيرُ ۝١٤﴾ [لقمان:14]

## حقوق الأبناء
وفي مقابل واجبات الأبناء نحو الوالدين نجد حقوقا لهم وواجبات على الوالدين نحوهم. وتبدأ الحقوق منذ الطفولة بالحضانة والرعاية والنفقة.
قال تعالى في سورة البقرة: ﴿وَالْوَالِدَاتُ يُرْضِعْنَ أَوْلَادَهُنَّ حَوْلَيْنِ كَامِلَيْنِ لِمَنْ أَرَادَ أَنْ يُتِمَّ الرَّضَاعَةَ وَعَلَى الْمَوْلُودِ لَهُ رِزْقُهُنَّ وَكِسْوَتُهُنَّ بِالْمَعْرُوفِ لَا تُكَلَّفُ نَفْسٌ إِلَّا وُسْعَهَا لَا تُضَارَّ وَالِدَةٌ بِوَلَدِهَا وَلَا مَوْلُودٌ لَهُ بِوَلَدِهِ وَعَلَى الْوَارِثِ مِثْلُ ذَلِكَ فَإِنْ أَرَادَا فِصَالًا عَنْ تَرَاضٍ مِنْهُمَا وَتَشَاوُرٍ فَلَا جُنَاحَ عَلَيْهِمَا وَإِنْ أَرَدْتُمْ أَنْ تَسْتَرْضِعُوا أَوْلَادَكُمْ فَلَا جُنَاحَ عَلَيْكُمْ إِذَا سَلَّمْتُمْ مَا آتَيْتُمْ بِالْمَعْرُوفِ وَاتَّقُوا اللَّهَ وَاعْلَمُوا أَنَّ اللَّهَ بِمَا تَعْمَلُونَ بَصِيرٌ ۝٢٣٣﴾
ومن واجب الوالد عدم إنكار إبنه. ويقول في ذلك فضيلة الشيخ يوسف القرضاوي في كتابه (الحلال والحرام) «الولد سر أبيه، وحامل خصائصه، وهو في قرة عينه، وهو بعد مماته امتدادا لوجوده، ومظهر لخلوده، يرث من الملامح والسمات والخصائص والمميزات، يرث الحسن منها والقبيح والجيد والردئ. هو بضعة من قلبه وفلذة من كبده. لهذا حرم الله الزنا وفرض الزواج وحلله حتي يصون الإنساب ولا تختلط المياه ويعرف الولد من أبوه ويعرف الوالد من بناته وبنوه. فبالزواج تختص المرأة بزوجها ويحرم عليها أن تخونه أو تسقي زرعه بماء غيره وبذلك يكون كل من تلدهم في فراش الزوجية أولاد زوجها بدون أن يحتاج ذلك إلى اعتراف أو إعلان من الأب أو دعوي من الأم ف» الولد للفراش« كما قال رسول الإسلام»

## حقوق بين الزوجين
حفظ الحقوق بين الزوجين هو الأساس في صيانة وحماية المجتمع من أي انحراف أو انحلال أو زوغ. فقد اهتم بها الإسلام وبين الحقوق والواجبات المتبادلة بين الزوجين. وبين رسول الله في خطبة الوداع جانبا من تلك الحقوق فيقول "أيها الناس فإن لكم على نسائكم حقا ولهن عليكم حقا، لكم عليهم ألا يوطئن فرشكم أحدا تكرهونهُ وعليهن ألا يأتين بفاحشةٍ مُبينة، فإن فعلن فإن الله قد أذن لكم أن تهجروهم في المضاجع وتضربوهن ضربا غير مبرح، فإن إنتهين فلهن رزقهن وكسوتهن بالمعروف، وأستوصوا بالنساء خيرا فإنهن عندكم وإن لا يملكن لأنفسهم شيئا، وإنكم إنما إتخذتموهم بأمانة الله وإستحللتم فروجهن بكلمات الله.
ومن الحقوق المتبادلة أيضا بين الزوجين أن يحفظ كل منهما سر الأخر ولا يذيعة. فعن أبا سعد الخدري قال: قال رسول الله «من أشر الناس منزلة يوم القيامة الرجل يفضى إلى إمرأته وتفضى إليه ثم ينشر سرها»

## حقوق الأقارب واليتامى والمساكين وابن السبيل
يشدد الإسلام على صلة الرحم ويرهب من قطعها فيقول رسول الإسلام في حديثه عن الزهري عن محمد بن جيد بن طعم عن أبيه «لا يدخل الجنة قاطع رحم»
وعن أنس بن مالك قال سمعت رسول الله قال «من سره أن يبسط رزقه أو ينسا في أثره فليصل رحمه»
وعن أبي هريرة قال: أن رجلا قال «يا رسول الله إن لى قرابة أصلهم ويقطعوني وأحسن إليهم ويسيئون إلي أحلم عنهم ويجهلون علي. فقال لإن كنت كما قلت فكأنما تسقهم الملّ ولايزال معك من الله ظهير عليهم ما دمت على ذلك»
ويقرر الإسلام حق الأقارب ويشير إلى الأولوية في الإحسان والصدقة وقد جمع الإسلام تلك الحقوق في آيات عديدة نذكر بعضها:
قال تعالى
﴿وَآتَى الْمَالَ عَلَى حُبِّهِ ذَوِي الْقُرْبَى وَالْيَتَامَى وَالْمَسَاكِينَ وَابْنَ السَّبِيلِ وَالسَّآئِلِينَ وَفِي الرِّقَابِ﴾ [البقرة:177]
قال تعالى
﴿وَبِالْوَالِدَيْنِ إِحْسَانًا وَبِذِي الْقُرْبَىٰ وَالْيَتَامَىٰ وَالْمَسَاكِينِ وَالْجَارِ ذِي الْقُرْبَىٰ وَالْجَارِ الْجُنُبِ وَالصَّاحِبِ بِالْجَنْبِ وَابْنِ السَّبِيلِ وَمَا مَلَكَتْ أَيْمَانُكُمْ ۗ﴾ [النساء:36]
قال تعالى
﴿وَآتِ ذَا الْقُرْبَىٰ حَقَّهُ وَالْمِسْكِينَ وَابْنَ السَّبِيلِ وَلَا تُبَذِّرْ تَبْذِيرًا﴾ [الإسراء:26]
قال تعالى
﴿وَيَسْأَلُونَكَ عَنِ الْيَتَامَىٰ ۖ قُلْ إِصْلَاحٌ لَّهُمْ خَيْرٌ ۖ وَإِن تُخَالِطُوهُمْ فَإِخْوَانُكُمْ ۚ وَاللَّهُ يَعْلَمُ الْمُفْسِدَ مِنَ الْمُصْلِحِ ۚ﴾ [البقرة:220]
فكان هذا بعض من حظ موضوعنا في القرآن الكريم وقد ذكر في تلك الآيات الكريمة من هم أهل للحق علينا. ولمن لم يلاحظ. فقد جائت الآيات الكريمة في صيغة أمر. والحق أحق أن يتبع
ولم تغفل السنة الشريفة عن هذا الموضوع ومما ورد فيها:
قال رسول الله «الساعي على الأرملة والمسكين كالمجاهد في سبيل الله والقائم الليل الصائم بالنهار»

## حقوق غير المسلم في الإسلام
ذكر في القرآن الكريم عن حق المساواة بين المسلم وغير المسلم في الحقوق المدنية في الدولة الإسلامية ودعوة للعدل حتي وإن كان الشخص الذي يعامل غير مسلم، فالأساس في التعامل هو معاملة الله وليس خلقه، حيث ورد في الآية قوله تعالى
﴿وَأَوْفُوا الْكَيْلَ إِذَا كِلْتُمْ وَزِنُوا بِالْقِسْطَاسِ الْمُسْتَقِيمِ﴾ [الإسراء:35]
وتأتي آية أخرى تؤكد ما قبلها فيقول تعالى
﴿لَا يَنْهَاكُمُ اللَّهُ عَنِ الَّذِينَ لَمْ يُقَاتِلُوكُمْ فِي الدِّينِ وَلَمْ يُخْرِجُوكُمْ مِنْ دِيَارِكُمْ أَنْ تَبَرُّوهُمْ وَتُقْسِطُوا إِلَيْهِمْ ۚ إِنَّ اللَّهَ يُحِبُّ الْمُقْسِطِينَ﴾ [الممتحنة:8]
وتظهر الآية الكريمة السابقة أن لا ضرر ولا ضرار، فلا يلقون منا إلا إحسانا.
ويقول تعالى في كتابه العزيز في آية أخرى للعموم
﴿إِنَّ اللَّهَ يَأْمُرُكُمْ أَنْ تُؤَدُّوا الْأَمَانَاتِ إِلَى أَهْلِهَا وَإِذَا حَكَمْتُمْ بَيْنَ النَّاسِ أَنْ تَحْكُمُوا بِالْعَدْلِ إِنَّ اللَّهَ نِعِمَّا يَعِظُكُمْ بِهِ إِنَّ اللَّهَ كَانَ سَمِيعًا بَصِيرًا﴾ [النساء:58]